# Manipul (vojenská jednotka)

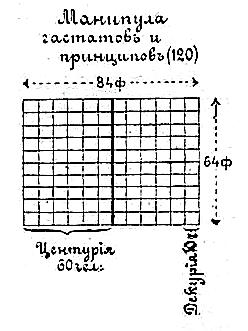
Manipul (vojenská jednotka)

Manipul je vojenskou jednotkou římské armády. Byl tvořen vždy dvěma centuriemi neboli setninami. Před vojenskou reformou z druhého století př. n. l. v manipulu pochodovalo 120 až 150 vojáků, po této reformě míval manipul i kolem dvou stovek mužů.
Základní bojovou silou římského vojska byla legie skládající se z 5000 pěšáků. Legie se skládala z 10 kohort, 30 manipulů a 60 centurií. Každý muž byl příslušníkem centurie. Dvě centurie tvořily manipul, který byl označován zástavou (signum). Šest centurií tvořilo kohortu. Kohorty byly označené číselně od I do X. Kromě pěšáků patřilo k legii 120 jezdců, kteří zabezpečovali spojení mezi jednotkami nebo pronásledovali zběhy.

## Kauza související se soutěžíChcete být milionářem?
Otázka týkající se názvu jednotky římského vojska o počtu 120–150 mužů v české verzi soutěže Chcete být milionářem? se stala předmětem soudního sporu. Soutěžící Karel Lupoměský, který se soutěže zúčastnil v roce 2000, žaloval televizi Nova s tím, že jeho odpověď centurie byla správná (počítač však jako správnou označil odpověď manipul). Šlo o otázku za 1,25 milionu korun. Soud soutěžícímu přiřkl odškodnění ve výši 3 miliony korun.